# St Mary’s Aisle

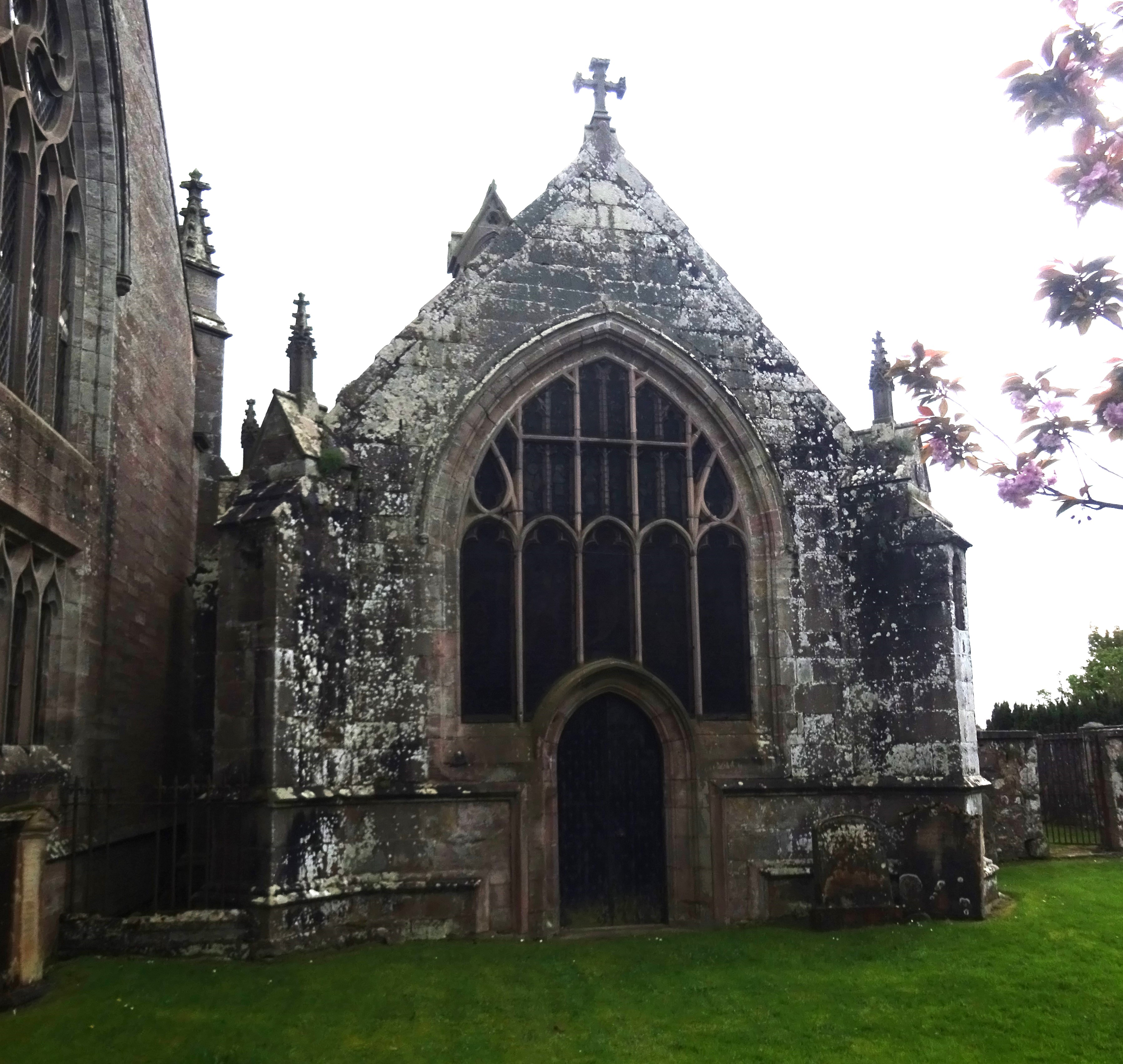
Der St Mary’s Aisle

Der St Mary’s Aisle ist ein Flügel eines ehemaligen Kirchengebäudes in der schottischen Ortschaft Carnwath in der Council Area South Lanarkshire. 1971 wurde das Bauwerk in die schottischen Denkmallisten in der höchsten Denkmalkategorie A aufgenommen.

## Geschichte
Um 1386 wurde am Standort eine Marienkirche errichtet. Es war Thomas Somerville, 1. Lord Somerville, welcher die Kirche im Jahre 1424 zu einem Kollegiatstift erweitern ließ. Der St Mary’s Aisle wurde in dieser Bauphase hinzugefügt. Es handelte sich um den nördlichen Abschnitt des Querschiffs. Nach einem Kirchenneubau wurde die alte Marienkirche nach 1799 nicht mehr genutzt. Später wurde die Kirche mit Ausnahme des St Mary’s Aisle abgebrochen. Dieser wurde überarbeitet und diente dem lokalen Landadel als Mausoleum. So liegen dort mehrere der Lords Somerville sowie der Earls of Carnwath bestattet. Im Laufe des 19. Jahrhunderts wurden weitere Veränderungen vorgenommen.

## Beschreibung
Der St Mary’s Aisle steht direkt neben der Carnwath Parish Church am Westrand von Carnwath. Zu der Kirche besteht keine bauliche Verbindung. Das spitzbögige Eingangsportal befindet sich an der Nordseite unterhalb eines dekorativen fünfteiligen Maßwerks mit dekorativen Bleiglasfenstern. Auf der gegenüberliegenden Gebäudeseite findet sich ein rundes Maßwerk mit gerundeter Verdachung. Ein darunterliegendes Portal mit Gesimse wurde zwischenzeitlich mit Mauerwerk verschlossen. Strebepfeiler gliedern die drei Achsen weiten Seitenfassaden vertikal. Sie enden mit dekorativen Fialen mit Blattwerkornamentik. Möglicherweise entsprechen diese Elemente nicht dem ursprünglichen Zustand und wurden beim Bau der Optik der heutigen Kirche angepasst. Das abschließende Satteldach ist mit Steinplatten eingedeckt.